# ブロリー
ブロリーは、鳥山明の漫画『ドラゴンボール』を原作とした劇場版アニメ『ドラゴンボールZ 燃えつきろ!!熱戦・烈戦・超激戦』、『ドラゴンボールZ 危険なふたり!超戦士はねむれない』、『ドラゴンボール超 ブロリー』『ドラゴンボール超 スーパーヒーロー』に登場する架空の人物。声優は島田敏。
本稿では『ドラゴンボールZ 超戦士撃破!!勝つのはオレだ』に登場する、ブロリーのクローンであるバイオブロリーについても併せて解説する。

## キャラクター概要
『ドラゴンボールZ 燃えつきろ!!熱戦・烈戦・超激戦』において作られた劇場版オリジナルキャラクターで、原作およびテレビアニメには登場しない。ブロリーのクローンであるバイオブロリー、『ドラゴンボール超 ブロリー』の世界のブロリーも含めれば、劇場版アニメ4作品に渡ってメインの敵キャラクターとして採用され最多出演している。
「サイヤ人の伝説どおり悟空たちとは別の千年に一人現れる純粋に殺戮と破壊を好む『伝説の超サイヤ人』が存在していたら？」というのがキャラクターのコンセプトになっている。一人称は「オレ」。二人称は劇中では「お前」、ゲーム作品では「お前」または「貴様」。スタッフの山室直儀は「ブロリーは怒りをパワーに超サイヤ人になる悟空とは対照的に、悲しみが募って暴走するという、そんな悲しげなイメージで描きました」と証言している。
原作者である鳥山明は、デザイン面以外でブロリーの制作には関わっていなかったこともあり、テレビアニメでも登場したガーリックJr.や原作やテレビアニメにも登場したバーダックのような逆輸入は行われず、劇場版3作品以外ではゲーム等のメディアミックス作品に登場する程度に留まり、原作やテレビアニメとは無縁のキャラクターだった。『超』からは『ドラゴンボール超 ブロリー』において鳥山自身の手で設定を再構築された。再構築したブロリーについて鳥山は「ブロリーは元々、ずいぶん昔のアニメ会社オリジナルストーリーのキャラクターで、僕も連載漫画で忙しかった時期なので、どんな内容か知らないままキャラクターの設定だけ聞いてデザインをしたものです。実は自分がデザインをした事すら忘れていました。ブロリーは人気の高いキャラクターだそうですので、今回の劇場版では当時のデザインを基に、なるべくイメージを壊さないようにリニューアルをしたものです」と答えている。鳥山明が執筆した脚本によるブロリーの刷新は、ブロリーを『ドラゴンボール』の「正史」に加える試みであると『週刊少年ジャンプ』の特集記事にて紹介されている。『ドラゴンボールZ』のブロリーと『ドラゴンボール超』のブロリーでは、大まかな出自以外の設定とデザインが大きく改変されている。
名前の由来はブロッコリー。劇中では亀仙人が「ブロコリ」と呼び、ウーロンに「ブロッコリーじゃなくてブロリー」と間違いを突っ込まれる場面がある。

## ドラゴンボールZのブロリー
エイジ737生まれ。普段は華奢な優男であり、あまり口を利かない。孫悟空（カカロット）やベジータらとともに、サイヤ人の数少ない生き残りの1人であり、かつ純粋な超サイヤ人の一人である。悟空と同じ日に生まれ、保育器では隣同士だった。赤ん坊の頃、悟空の泣き声に驚かされて泣いていたため、悟空に出会って本能が目覚め激昂し、悟空に敗北したときにも赤ん坊時代に悟空に泣かされたときのことを思い出していた。一人称は「オレ」。父親のパラガスに対する呼称は「親父」。

### 人物像
サイヤ人の数少ない生き残りの1人。赤ん坊の頃、その戦闘力の高さゆえに将来的に自分や息子ベジータの地位が脅かされるのではないかと危険を感じたベジータ王によって父親のパラガスと共に謀殺されそうになり、父親のパラガスもろとも瀕死の重傷を負わされる。しかしフリーザの一撃で惑星ベジータが破壊された時に潜在能力が覚醒し消滅から密かに逃げ延びた。そのためベジータのことも恨んでおり、「お前だけは簡単には殺さない」という趣旨を伝えている。幼少期に超サイヤ人へと覚醒。成長するにつれ、制止するパラガスを殴り片目を潰すなど、凶暴な姿を徐々に見せ破壊を楽しむようになり、父親のパラガスはその強大な力と凶暴さに慄き、実の息子に対してサイヤ人そのものと評している。少年期には、ブロリーの力を恐れたパラガスによって、その力を疎まれ、寝込みを襲われコントロール装置を身に着けさせられた。その後、パラガスに利用されるままに南の銀河を襲い、破壊し尽された南の銀河の星は無人で廃墟だらけの星と化している。
新惑星ベジータの戦いにおいて伝説の超サイヤ人に変身した後は口数が多くなり、自分の強さを誇示したり相手を見下す言葉などを述べていたが、続編で地球に現れたときはただカカロットの名前を呼ぶだけで、それ以外は「無駄な事を！今、楽にしてやる」という台詞が1回あるのみ。また、惑星シャモをシャモ星人たちの前で破壊し狂喜した姿は孫悟飯に「悪魔」と言わしめ、後に「化け物」と呼ばれた際は違うと否定して「悪魔だ」と自称している。

### 服装・身体的特徴
身長は悟空よりも高く、上半身裸で金色のベルトと、その下に赤い布を腰に巻くように付け、白い胴着を下半身に着ている。首にはベルトに似た首飾りを下げ、手首にはベルトとデザインが同じ長めのブレスレットを装着。靴もベルトとデザインが同じで、耳には輪状のイヤリングをしている。幼い頃は上着も着用していた。少年期には、パラガスの手に装着されたコントローラーと連動している、コントロール装置の輪を頭、首、両腕の上腕二頭筋辺りに装着された。
普段は影のある目をした無表情な好青年。体格は筋肉質であり、長身で悟空より頭一つ分以上大きく、しなやかな長い手足をしている。初登場作品『燃えつきろ!!熱戦・烈戦・超激戦』で頭、首、両腕にコントロール装置を付けられた超サイヤ人のときは、金髪に変身する従来の超サイヤ人と違い、日中のシーンでは髪が青く、夜間のシーンでは紫だったが、再登場した『危険なふたり!超戦士はねむれない』では頭、首、両腕のコントロール装置が無く、通常の超サイヤ人同様金髪になっていた。
超サイヤ人からさらに、もう一段階上の「伝説の超サイヤ人」へと変身できる。伝説の超サイヤ人と呼ばれる形態になることで、白眼が特徴の、さらに筋肉が膨れ上がった筋骨隆々な大男へと変貌し、パワーアップする。変身時には全身から閃光を発する。ブロリーが変身する伝説の超サイヤ人は関連書籍によると、悟空たちが変身する超サイヤ人とは異なる進化を遂げた超サイヤ人であると紹介されている。この「伝説の超サイヤ人」という言葉は、原作とテレビアニメにおける台詞やサブタイトルでは超サイヤ人を指し示す言葉として使われ、『復活の「F」』のベジータも、超サイヤ人ブルーに変身した己を伝説の超サイヤ人だと称しているが、ブロリーが登場する劇場版3作品では、ブロリーの変身する形態を指し示す言葉として用いられている。
再登場の際は、地球での氷の中で数年間眠っていたあいだに悟空の攻撃による外傷は回復していたが、胸の中心と背中の中心に悟空から貫かれた大きな傷跡が残っている。

#### デザイン担当
ブロリーのデザインは原作者の鳥山明が担当。制作者の小山高生は、ブロリーの設定などにも鳥山が関与したかという問いに対し「鳥山明はブロリーのキャラクターデザインのみ関わった」と証言している。
鳥山は、1995年（平成7年）10月に「東映から各劇場版の企画案を見せていただいて、その物語に合ったキャラクターをデザインしています」「劇場版では東映から上がって来たプロットや脚本のチェック。キャラクターデザインや手直し、名前の変更をしたりしています」と証言した上で「先生自身がデザインしたキャラクターはいますか？」と言う質問に対して、「いますよ。ボージャックやブロリー。最近ではタピオン、ミノシアです」と証言しており、2018年（平成30年）には「ブロリーは元々、ずいぶん昔のアニメ会社オリジナルストーリーのキャラクターで、僕も連載漫画で忙しかった時期なので、どんな内容か知らないままキャラクターの設定だけ聞いてデザインをしたものです」と証言している。
しかし一方で、鳥山本人が深く関わり始めた『神と神』より前の劇場版オリジナルキャラクターについて、アニメスタッフの山室直儀は「僕らが描いたラフデザインを鳥山先生に見てもらって修正を入れていただく、という形が多かったですね」と証言しており、鳥山は『神と神』が公開されるより前の2004年（平成16年）に「僕の中での劇場版って、漫画の本編とは別次元の話なんです。多少はデザインの手直しなどに関わりましたが、ほとんどは一鑑賞者として楽しんでいました」と証言している。
鳥山は1995年（平成7年）10月に「劇場版オリジナルキャラクターでお気に入りはいますか」と質問され、東映アニメーションがデザインした変身後のジャネンバは気に入っていると答えたものの、ブロリーも含めて「自分がデザインしたものの中にはありません」と答えている。2003年（平成15年）には北米版SHONEN JUMPのインタビューで鳥山は、亀仙人、ベジータ、ブロリーのことを質問されて、「ブロリー？誰ですかそれ？漫画で出てたかな…」と答えており、2018年（平成30年）には『ドラゴンボール超 ブロリー』のコメントでも「実は自分がデザインをした事すら忘れていました」と発言している。
『熱戦・烈戦・超激戦』での伝説の超サイヤ人状態のブロリーは、スタッフの山室が監督と話し、見た目でも強さが分かるようにと考え、鳥山のデザインをかなりマッチョにアレンジし直した。『超戦士はねむれない』でのブロリーは、悟空たちに1回負けているので服はボロボロにして傷を残そうと考え山室がデザインしており、通常時は前作よりも、もっとやつれた感じをイメージして、伝説の超サイヤ人状態は前作よりもっとマッチョで体を大きく、山室がデザインし直した。

### 戦闘力
生まれたときから、すでに戦闘力が1万を超えていた。パラガスの回想シーンで登場した幼少期の超サイヤ人ブロリーはエネルギー弾でビル街を跡形もなく破壊している。
伝説の超サイヤ人状態では、気が高まり溢れるという内容を自らつぶやき、直後にエネルギー弾を周囲に撒き散らし、劇中では掌ほどの大きさに凝縮したエネルギー弾で惑星シャモを破壊した。また、超一流のスピードで体を捻り悟空とピッコロの同時攻撃を腕組しながら避けており、目前から悟空のかめはめ波を防御無しに受けても平然としている。その強さを感じ取ったベジータは当初戦意喪失し、戦うことが好きな悟空も戦闘中に手加減を要求している。地球での戦いの時は、瀕死状態から甦る度に強さが増すサイヤ人の特性により新惑星ベジータ戦以上のパワーアップを果たしていた。変身における体への負担や、筋肉膨張によってスピードが殺されてしまう超サイヤ人第3段階のようなことについては劇中で一切言及されておらず明確な描写も無く、制作者の小山も、「ブロリーに関することは映画の中で描いたものが全てで、ブロリーを考え出した私たちは映画の中で描かれた以上の細かい設定など、全く作っていないし何も決めていない」と語っている。
2017年（平成29年）のユニバーサル・スタジオ・ジャパンの期間限定アトラクション「ドラゴンボールZ・ザ・リアル 4-D at 超天下一武道会」では武道会会場に乱入し、ブロリーゴッドにパワーアップする。その戦闘力は超サイヤ人ブルーの悟空すら敵わないほど。

#### 最強のサイヤ人というイメージ
ブロリー登場作品の脚本を書いた脚本家の小山高生は「最強」「ブロリー以上に強い奴はTVアニメも含めて世界に存在しない」「ブロリーもだが、悟空たちは常に『絶対勝てない相手』と戦っているため、敵が怠慢になってスキを作ったときに倒すしかない」「正攻法でやったら、ブロリーなんかには絶対勝てるわけない」「悟空だけじゃブロリーには絶対勝てない」と評し、企画の森下孝三からは「ブロリーというキャラクターほど、過激で凄い奴はいなかった」「なにしろ最強のサイヤ人という設定ですからね」と評されている。アニメコミックスの紹介では、凶暴な性格に加え暴走するパワーには限りがなく、破壊と殺戮にのみ喜びを感じるとされており、『ドラゴンボール大全集』では「まさしく最強のサイヤ人」と表現されている。劇場版ドラゴンボール公式サイトの劇場版ドラゴンボールヒストリーには、ブロリーは劇場版での悟空最強の敵といっても過言ではないと記されていた。ただし同サイトでは劇場版シリーズの敵で1番強いのはジャネンバ、2番目はヒルデガーンであるとも記されていた。
なお、小山は最強と発言していることに関し、自社公式ウェブサイト内の掲示板において「私たちが次の作品の対戦相手を考える際に彼以上の相手が考えられなかったため、劇場版で3作も登場したからというのが本音」「強大なパワーを制御するため子供の頃から装置を付けられていた男など他にいない。サイヤ人の王子であるベジータでもそんな必要は無かった。プロデューサーたちと一緒にブロリーの設定を考え、シナリオを書いた私が言っているというだけでは駄目ですか?」と述べたうえで、「最強説にそれほどこだわるなら、サイヤ人最強には違いないということで良いのではないか？ 双葉山と白鵬と大鵬、誰が一番強いかという質問に誰も答えられないが、そういう類の問題」と発言している。
合わせて、ブロリーが無限に強さを上げていくという噂や、頭と首と腕に付けられたコントロール装置の詳細設定などについても「映画の中で描かれた以上の細かな設定など、ブロリーを考え出した私達は全く作っていない」と発言している。加えて「創作した人間として多くの方に支持されているという話は大変有り難く嬉しく想うが、もはや生みの親の手を離れて彼は勝手に動き出してしまっているようだ。ブロリーの設定に関しては、映画の中で描かれたことがすべてで、それ以上でもそれ以下でもない。それぞれ独創的な解釈は非常に困惑するばかりだが、それでファンのみなさんが楽しく遊べるのなら程々にお遊びください…と言うしかない」「脚本家として『DBZ』に関わったものとして、私の中ではブロリーが最強であると信じている」と発言している。
また、ブロリーは伝説の超サイヤ人の状態である限り、あのまま気を果てしなく高めていくのか？という趣旨の質問に対し、「高めていけると考えた方がブロリーらしくないですか?それでも悟空には敗れる運命だった」と述べ、加えて「ブロリーに関することは映画の中で描いたものがすべてで、それ以上の設定は何も決めていない。皆さんがどのように解釈しようが、それで楽しく幸せなら、お楽しみくださいと言うしかない」とも発言して、今後この掲示板ではブロリー関連のものは扱わないと2度目の宣言を行った。
その後、小山は、原作者の鳥山明が初めてアニメシリーズに本格協力した『ドラゴンボールZ 神と神』を観て、その敵役を務めた破壊神ビルスの感想として「『DBZ』の世界では、あのブロリーでさえ破壊神の前には、横綱とフンドシかつぎほどの差がある設定だった。もちろん横綱は破壊神。あのブロリーがなんとフンドシかつぎ。ところがスクリーンから受けるキャラクターの印象は、ブロリーの方が断然怖かった。ブロリーが圧倒的に恐ろしく見えたのは私だけだろうか？ 身びいきかな？ ブロリーファンの感想を聞きたいと思う」と語り、質問者による公式掲示板での「1作目で、あの時パワーを集めた悟空は超サイヤ人の限界を一時的にでも超え大幅にパワーアップしたのか」という質問に「あの脚本を執筆した時には、全くそんなことは考えていない。お愛想なしだが、それが事実。辻褄が合うように、お好きに解釈されたらいかがですか?」と答え、「最新の劇場版に出てくる『破壊神』より迫力も怖さもブロリーの方が優っていると観えたのは私だけでしょうか?」と付け加えており、他の投稿者から寄せられたブロリーに関する意見は、質問者とのやり取りだけ残し小山の権限で削除したと述べたうえで「ブロリーに関しては他でやってください。悪しからず」と3度目となる宣言を行った。
なお、小山が「鳥山明はブロリーのキャラクターデザインのみ関わった」と発言しているように、これらの設定は小山によるもの。また、ブロリーのアイデア自体は原作の二代目担当編集者である近藤裕によるもの。

### バイオブロリー
コリー博士が開発したコンピュータに造り出されたバイオテクノロジーによるバイオ戦士。「バイオブロリー」はあくまで便宜上の通称名で、劇中やエンディングクレジットなどでは一貫して「ブロリー」と呼ばれている。ただし関連書籍やゲーム作品などでは、オリジナルであるブロリー本人との区別のため「バイオブロリー」表記となっている。
ブロリーが地球まで乗って来た宇宙ポッドに付着していた少量の血液を採取して、それを基にバイオテクノロジー技術で培養し造り出された。言葉は巨大化したとき「カカロット」と一言発したのみで、一片の理性も持たず、本物のブロリー以上に凶暴化し、凶暴な本能と孫悟天たちへの復讐心のみで動き、唸り声を発しながら周囲に襲い掛かる。本物のブロリーの凶暴さと執念深さを引き継いでいる。
容姿は本物のブロリー同様で、全裸で培養液カプセルに入った状態だったが、「超戦士（スーパーせんし）を出せ」というジャガー・バッタ男爵の指示でカプセルから急遽出される事となった。科学者たちが培養液の排出作業を行うが、まだ途中の段階でカプセルを自ら破壊して、培養作業で再生途中の肉体がまだ固定されていない不完全な形でカプセルから出たため、外に出た途端に身体全体がゲル状に溶け、身体はドロドロに崩れて変質した姿になってしまった。
側頭部から後頭部に見える、伝説の超サイヤ人時の金髪以外は、面影がない不気味に崩れた姿で、瞳は赤色で眼球の角膜内や気功波の使用時に発光する胸部の心臓部分が剥き出しの姿となり、手だけでなく目や口からも気功波を放つようになる。クリリンに気円斬で首を切断された際には、首の切断面同士が瞬時に結合して復元するほどの再生能力も有する。超サイヤ人としての圧倒的なパワーは本物のブロリーと同等で、悟天たちを苦しめる。
空気に触れた培養液は遺伝子の異なる生物の細胞を食い増殖してどんどん大きくなり、異なる細胞を食い合うことで増殖する力が強くなる性質も持ち、触れた人間や動物を溶かしこみ遺伝子の異なる生物も吸収して増殖する特徴に目を付けたトランクスの機転で、天井にあるタンクからあふれ出した大量の培養液を浴びせられる。これで完全に消滅したかと思われたが、バイオブロリーの細胞も取り込んだために異常なパワーを得た培養液と一体化して身体が巨大化し、さらに強大にパワーアップした。この状態で再び悟天とトランクスの前に現れるが、直後に身体が崩れて一時姿を消すことになる。大量に増殖した培養液が島中に流出した際、培養液の弱点が海水であることに気付いた悟天が、トランクスやクリリンと協力したかめはめ波で海水を押し出し、島ごと海水で浸したことにより沈静化。この直後にバイオブロリーは、巨大化した状態で海中から現れて襲い掛かるが、他の培養液と同様に海水に触れたことで身体が硬化してしまい、最期は悟天とトランクスの気功波攻撃によって完全に破壊されて死亡する。
バイオブロリーのデザインは、未完成で容器から出てくるから半分溶けているという案で進められた。

### 年譜
- エイジ737 - 惑星ベジータでサイヤ人のパラガスの息子として誕生した直後、その素質を恐れたベジータ王に親子ともに謀殺されかける。親子揃って瀕死の状態で放置されていたところ、フリーザによる惑星ベジータの爆発の際にブロリーの潜在能力が覚醒。親子共々バリアに守られながら惑星ベジータの消滅から密かに逃げ延びることに成功。
- エイジ??? - 成長するにつれ、凶暴性が増すとともに超サイヤ人へ覚醒。やがてパラガス一人の力では抑えられなくなり、コントロール装置をつけられる。
- エイジ???[注 15] - パラガスに利用され南の銀河を破壊する。パラガスが企てた計画により、新惑星ベジータと名付けられた星に連れて行かれ、孫悟空と遭遇。コントロール装置を破壊し、伝説の超サイヤ人に変身。息子を見捨てて一人逃げようとしたパラガスを殺害する。その後、仲間たちのパワーをもらった悟空から一撃を受け瀕死の重傷を負う。新惑星ベジータは彗星とぶつかり爆発するも、ブロリーは密かにポッドに乗り込み脱出に成功。その後、悟空を追い地球に着陸するも、漂着地点が極寒地帯であったため氷漬けとなり、氷河の下に7年間封印され眠り続ける。
- エイジ???（上記から7年後） - ドラゴンボール探しに来ていた孫悟天の嘘泣きに反応し、氷の中より眠りから覚める。サイヤ人の体質によりパワーアップを果たすも、悟空との戦いで負った胸元と背中の傷跡は残っている。圧倒的なパワーで悟飯たちを苦しめるも最終的にドラゴンボールの力で幻として現れた悟空の加勢とトランクスがわるあがきで放ったエネルギー弾によりブロリーの注意をひきつけ、悟飯らのかめはめ波により太陽に撃ち込まれ消滅、死亡した。
- この後、地球ではブロリーのクローンであるバイオブロリーが誕生している。

### 劇中での活躍
ドラゴンボールZ 燃えつきろ!!熱戦・烈戦・超激戦
劇場版第11作である本作にて、サイヤ人に伝わる「伝説の超サイヤ人」として初登場。ベジータへの復讐を計画したパラガスによって操られ、南の銀河を破壊した後にそれを餌に伝説の超サイヤ人討伐のためと称してベジータを新惑星ベジータに連れてくる。しかし、悟空（カカロット）の出現で過去を思い出したことにより突如暴走してコントロール装置を破壊し、ついには伝説の超サイヤ人に変身して父であるパラガスを殺し、悟空たちと激闘を繰り広げた後にその強力なパワーで悟空たちを圧倒するが、孫悟飯、ピッコロ、トランクス、ベジータの力を集めて一時的にパワーアップした悟空によって腹部に重い拳の一撃を喰らい、肉体が爆発して敗北した。
ドラゴンボールZ 危険なふたり!超戦士はねむれない
劇場版第13作である本作で再登場。孫悟空たちの手で倒されたことで肉体が爆発して新惑星ベジータと運命を共にしたかと思われていたが、崩壊寸前に宇宙ポッドに乗り込み、地球へ向けて脱出していた。しかし悟空との戦いで重傷を負っており体が思うように動かず、さらに宇宙ポッドで漂着した際に出来たクレーターに水が溜まり、極寒地帯だったため氷付けとなり氷河の中で7年間眠り続ける。その後、ナタデ村に悟天、トランクス、ビーデルがやってきた際に悟天の嘘泣きに共鳴して復活し、当初は悟空と誤認していた悟天たちに襲い掛かり、後に救援に駆けつけた孫悟飯と一騎討ちを繰り広げて窮地に追い込むが、最終的にはトランクスの援護で気を反らされ、ドラゴンボールが起こした奇跡（？）により実現した親子3大かめはめ波によって太陽まで吹き飛ばされて完全に跡形もなく消滅した。
ドラゴンボールZ 超戦士撃破!!勝つのはオレだ
劇場版第14作である本作では、ブロリー本人は前作で死亡したため未登場だが、ブロリーが遺した宇宙ポッドに付着・凍結していた血液から作り出されたクローンであるバイオブロリーが悟天、トランクス、クリリン、人造人間18号と対戦。エンディングでは、地獄でブロリーがなお暴れ回っているという話を聞きつけた、あの世の悟空とパイクーハンが退治に向かったことが語られている。

## ドラゴンボール超のブロリー
上記の通り、『Z』のブロリーをリブートした存在のため、『Z』のものとは設定上の連続性を持たない。高い潜在能力を持ちベジータ王によって始末されかけた過去があるという設定以外は受け継がれておらず、コンセプトであった千年に一人現れる「伝説の超サイヤ人」という設定も無くなっている。一人称は「オレ」。父親のパラガスに対する呼称は「お父さん」。悟空に対する呼称は「ソンゴクウ」または「カカロット」。鳥山は本作のアニメ本のインタビューでレモやチライも含めて機会があれば3人の持ち味を生かして活躍させたいと発言しており、その言葉通り次回作となる『スーパーヒーロー』ではレモやチライと共に再登場している。

### 人物像（ドラゴンボール超）
ベジータと近い年齢で、ベジータをも超える潜在能力に嫉妬し、抹殺を図ったベジータ王の手により、幼少期に人がいない過酷な環境の小惑星バンパに宇宙ポッドで飛ばされ、助けに追いかけてきた父のパラガスと2人きりで41年間生活していた。口数は少なく、パラガスに復讐の道具にされただけで本人は戦いを好んではいない様子で、悟空からも悪い奴ではないと思われている。
なお、自身を復讐の道具として鍛え上げたパラガスに関しては、ブロリーの扱いについて悪く言うチライとレモに対して、父親の悪口は駄目だと諫めており、パラガスの死を目の当たりにして超サイヤ人に覚醒している。監督の長峯達也はインタビューで、ブロリー本人は父親のことが大好きだと思うと考えを述べている。

### 服装・身体的特徴など（ドラゴンボール超）
通常時の容姿は過去作と異なり、髪型や目つきが違う。また、左半身の顔や腕や胴体に傷跡がある。超サイヤ人時の容姿は白眼で過去作での伝説の超サイヤ人に近く、髪色に関しては普通の時は悟空たちと同じ金髪だが、フルパワーを発揮したときは緑がかった金髪になっている。服装は大きく異なっており、フリーザ軍に拾われてからは貸与された戦闘服を着ている。下半身の服にはバンパで仲良くなったが、パラガスのせいで仲違いした原生生物・バアの耳を毛皮としてパンツの上から腰巻きのように身に着けている。サイヤ人の特徴である尻尾は、大猿になると制御できなくなることからパラガスに除去されている。首には拘束具がつけられており、暴走しかけた際にはパラガスが所持するリモコンで電気を流されて身動きが取れなくなるようにされている。
鳥山も昔と比べてあまり筋肉を全面に出したくないようなので、ブロリーの作画も鳥山らしいスマートな筋肉の感じを出せるように気を付けたと、映画『ドラゴンボール超ブロリー』の作画監督を務めた新谷直大は語っている。鳥山がデザインしたブロリーはアーマーを着ている状態までしか無かったため、ブロリーには昔の映画のイメージを強く持っており、なおかつ最後は半裸になって暴れて欲しかったという新谷が、ブロリーのフルパワーだけは一からデザインを手掛けており、鳥山からの「あまりマッチョにはしたくない」という要望を受け、大きくなりすぎない範囲で、なるべく大きく見せるよう心がけつつデザインされた。

### 戦闘力（ドラゴンボール超）
幼児のときから、ベジータの数値を超えるほど潜在能力が特別に高かったため、サイヤ人のエリートになるべき優秀な赤ん坊のために用意された育児室で、ベジータ同様に特別カプセルへ入れられており、感情の高ぶりにより高まった戦闘力は計測する計器が爆発するほどで、このまま訓練を積めば伝説の超サイヤ人にさえなれるかもと、育児室のスタッフたちからも期待される程だった。
その直後に惑星バンパへ飛ばされたとき、スカウトスコープで測った戦闘力は920だったが、非戦闘員のサイヤ人であるビーツからは「俺より強い」と驚かれた。その41年後には、チライ達と出会った時点でスカウターの数値がカウンターストップするほどの戦闘力は持っていたものの、初戦時は対人戦の経験がほぼないため、ベジータとは大きな差があった。
しかし戦いの中で力の使い方を急速に学習し、通常形態のまま超サイヤ人状態のベジータと互角に渡り合うことができるまでになる。当初は超サイヤ人には覚醒しておらず、代わりに大猿形態のパワーを通常形態のまま引き出す「怒り」の状態になる技術を身に着けていた。超サイヤ人に覚醒すると、ゴールデンフリーザや超サイヤ人ブルー状態の悟空とベジータ2人がかりでも敵わないほどの戦闘力を発揮し、さらにゴジータとの戦闘では筋肉が膨張し超サイヤ人フルパワーと呼ばれる状態になった。戦いの後で惑星バンパを訪れた悟空は「多分、ビルス様より強いぞ」と述べている。逆上した時は悟空ですら恐れるほどの力を発揮し、続編となる『スーパーヒーロー』では逆上するのを抑えるようにビルス星で悟空から指導を受けている。
漫画版での『スーパーヒーロー』の後日談では、逆上せずに真の力で戦えるよう「怒りを抑えるんじゃない。操れ」と手合わせでベジータから助言される。悟空には「（悟飯と）なんか似てる気がする」、ベジータには「たしかにブロリーこそ"ビースト"って感じはする」と評され開始された悟飯との手合わせでは、孫悟飯ビーストに変身した悟飯に圧倒されるが、白目を剥いて逆上せず超サイヤ人を自分のものとすることに成功し、悟飯に「誰の超サイヤ人とも違う凄いパワー」と驚愕される。しかし、変身後も悟飯に振り回されて放り投げられ「まだ超サイヤ人になれただけで悟飯の方が力を使いこなせている」とビルスは感想を述べている。

## ゲーム作品でのブロリー
多くのゲーム作品では伝説の超サイヤ人状態のみ登場する。悟空に執着していることが多い。伝説の超サイヤ人時は、スーパーアーマーの特性が付加されている事が多い。攻撃力もほかのキャラクターよりも高く設定されていることがある。
また、2018年（平成30年）より劇場版『ブロリー』の方のブロリーも登場しており、そちらのブロリーは一部ゲーム作品では『Z』のブロリーとの区別をするため表記が変更されており、『スーパードラゴンボールヒーローズ』ではブロリー：BRという表記に、『ドラゴンボール ファイターズ』でブロリー(DBS)という表記になっている。
スーパーファミコン専用のソフト『ドラゴンボールZ 超武闘伝2』で初登場。ストーリーモードにあたる武闘伝モードで悟空は、ボージャックよりもブロリーのほうが強いという趣旨を述べている。隠れキャラクターとして使用可能。
PlayStation Portable専用のソフト『ドラゴンボールZ 真武道会』ではフリーザと戦闘を行う。神龍が登場したときは、「カカロット」としか喋らなくなっている。結局、神龍が勝手に解釈し、悟空を呼び出すことに。この後どうなったかは不明。
続編の『ドラゴンボールZ 真武道会2』のストーリーでは、魔導師バビディに利用されたり、瀕死になったり、魔人ブウ（悪）に吸収されたりしている。天下一武道会を舞台とした「アーケード」モードで優勝した際のインタビューシーンでは、天下一武道会アナウンサーが話しかけた際に暴言こそ吐いたものの上機嫌のため殺さずに見逃している。なお、悟空との対戦時の導入会話では、悟空はブロリーがいつも怒っていると判断しており、その原因を自覚していないことが語られている。
ニンテンドーDS専用のソフト『ドラゴンボールZ 舞空烈戦』ではセルや魔人ブウ（善）、フリーザはすでに死亡しており、クウラが実権を握ったフリーザ一味を倒すストーリーや、地球に不時着し記憶を失ったブロリーがミスター・サタンによって助けられ、悟空たちの仲間になるストーリーが存在する。作中では、制御されている時の戦闘力が1万を下回っていたり、悟空を恨んでいることが同時にブロリーを安定させていると述べられたりしている。
PlayStation 2専用のソフト『ドラゴンボールZ3』、『ドラゴンボールZ Sparking! METEOR』のオープニングムービーでは、ゴジータと戦うシーンがある。『ドラゴンボールZ3』では、オープニングで『危険なふたり!超戦士はねむれない』のような金髪のブロリーが登場しており、悟空ルートで特定の条件を満たすと悟空がブロリーと相対して倒す。
PlayStation 2 / Wii専用のソフト『ドラゴンボールZ Sparking!』シリーズでは第1作では伝説の超サイヤ人形態のみだったが『NEO』以降全形態が登場し、劇場版『危険なふたり!超戦士はねむれない』の再現で悟飯や悟天が倒された際にはブロリーが、悟空がここにはいないと認識する。
PlayStation 3およびXbox 360ソフト『ドラゴンボール レイジングブラスト』『ドラゴンボール レイジングブラスト2』、データカードダス『DRAGONBALL改 DRAGON BATTLERS』、『ドラゴンボールヒーローズ』では超サイヤ人3に変身することが可能。気の色も悟空の超サイヤ人3と同じく金色となっている。なお『DRAGON BATTLERS』の超サイヤ人3時は、かめはめ波のような構えから気功波を発射するギガンティック・オメガという技を使用している。『DRAGON BATTLERS』のカードの内容によると、悟空たちに復讐を誓う思いがブロリーを蘇らせたらしいとのこと。
『ドラゴンボールヒーローズ』邪悪龍ミッション第5弾ではバビディに洗脳された形態である破壊王ブロリーが登場しており、店頭配布の邪悪龍ミッション第5弾『ヒーローズ新聞』には「魔術でブロリーら凶戦士を操ろうとしたバビディ。だがブロリーは、魔術すらも自分の力に変えて、宿敵カカロットを狙う」と書いてある。邪悪龍ミッション第7弾では黄金の大猿ブロリーが登場していて、邪悪龍ミッション第7弾のミッションに敵のボスとして登場したときは満月を見て大猿化した。邪悪龍ミッション第7弾では、悟空、ベジータに続く3人目の超サイヤ人4として登場していて、邪悪龍ミッション第7弾オープニングでは黒煙の龍の力によって黒煙に包まれて大猿化し、超サイヤ人4に変身する経緯が描かれている。
『ミラクルバトルカードダス』では超サイヤ人2に変身したカードがある。
PlayStation 3およびXbox 360ソフト『ドラゴンボール レイジングブラスト』のIFストーリーでは、地球に不時着した際にドクター・ゲロに救われている。ゲロの指示によりベジータを倒すが、孫悟空を倒せと命令された際には口で反発して、そのまま伝説の超サイヤ人となり、ゲロを撃破。ブロリーを察知して悟空も現れるがあっさり倒し、地球破壊を宣言。なお、時系列は映画とは異なっている。続編の『ドラゴンボール レイジングブラスト2』では、通常のブロリーとは別に、超サイヤ人3となったベジータや、劇場版で戦ったキャラクターたちと戦う超サイヤ人3用のギャラクシーモードも用意されている。
PlayStation 3 / PlayStation Vita / Xbox 360用ソフト『ドラゴンボールZ BATTLE OF Z』にも登場。後半の高難易度ミッションにおいて強敵の位置づけで登場する。
PlayStation 3 / PlayStation 4 / Xbox 360 / Xbox One / Steam用ソフト『ドラゴンボール ゼノバース』では地球に来たときのブロリーが登場し、ドミグラにより凶暴化させられた状態でプレイヤーや悟飯たちと対峙する。戦闘中、ドミグラが遺したワームホールによって崩壊寸前のナメック星にワープさせられ、同じく飛ばされたバーダックと衝突する。なお、超サイヤ人ゴッドの悟空と戦うとその姿に驚き、悟空からは「お前ではたどり着けない世界」と言われる。またGT版の悟空と戦った際は、悟空が小さくなって逃げようとしていると判断し、そう指摘された悟空から面白がられている。
PlayStation 4 / Nintendo Switch用ソフト『ドラゴンボール ゼノバース2』では、トワの魔術によって洗脳され別の時空から呼びだされた存在として登場。主人公によって一度倒されたが死んではおらず、再度襲い掛かり再び主人公に倒された。また、対戦などによる掛け合いでは『Z』のブロリーと『超』のブロリーの掛け合いが実現している。
『ドラゴンボール改 サイヤ人来襲』では、隠し要素として条件を満たすことで伝説の超サイヤ人状態のブロリーと戦うことができる。
ニンテンドー3DS用ソフト『ドラゴンボールZ 超究極武闘伝』にも登場している。なお同作でブロリー以外に劇場版キャラでプレイアブルになっているのはビルスのみである。
『ドラゴンボール ファイターズ』では『Z』のブロリーが有料DLC「ファイターズパック1」にて使用可能なキャラクターとして登場。伝説の超サイヤ人の姿で圧倒的なパワーを誇る。劇場版『ブロリー』のブロリーは前述通り「ブロリー(DBS)」表記で「ファイターズパック14」にて使用可能なキャラクターとして登場した。

## ブロリーの技
特定の必殺技は持っていないが、劇中で使用したものについてはゲームでは設定、命名されている。また、ゲームでのオリジナル技もある。残忍な性格から繰り出される攻撃の一つ一つが強力なパワーを誇り、戦うことが好きな悟空ですら辟易している。また、超サイヤ人化や一部の気功波も、気を溜めるとき周りの空間が緑色のエフェクトに包まれ、それが吸収されるかのようにブロリーの元へ球状になって集まるものとなっている。
ブラスターシェル
右手にエネルギーを溜め、相手に向かって連続で投げつける。『燃えつきろ!!熱戦・烈戦・超激戦』で悟空に対して使用した。本人いわく、とっておきとのこと。技の名前はゲームより。
イレイザーキャノン
左手にエネルギーを溜め、相手に向かって投げつける。『燃えつきろ!!熱戦・烈戦・超激戦』の劇中では悟飯に対して使用し、『危険なふたり!超戦士はねむれない』では悟天、トランクスに対して使用された。技の名前はゲームより。
イレイザーブロウ
ゼロ距離で懐にイレイザーキャノンを撃ちこむ技。相手を殴り飛ばすかの如く振りかぶる。『危険なふたり!超戦士はねむれない』の劇中で悟飯に対して使用した。名前はゲームより。
ダブルイレイザーキャノン
両手でイレイザーキャノンを交互に放つ技。『超戦士撃破!!勝つのはオレだ』の劇中でバイオブロリーが悟天、トランクスに対して使用した。ゲームでは超サイヤ人3ブロリーも同じ技を使用している。名前はゲームより。
プラネットゲイザー
劇場版では奴隷として連れてこられたシャモ星人のいる作業場に撃ち込み、多くのシャモ星人たちを殺害している。地面に向けて放たれた後地面から噴出しながら巨大な気の柱が立ち上る技。技の名前はゲームより。
バリア
自分を包み込むように、緑色で球状の障壁を構成する。『燃えつきろ!!熱戦・烈戦・超激戦』、『危険なふたり!超戦士はねむれない』において何度も使用した。物理攻撃、気功波、マグマを遮るほか、宇宙空間を移動することもできる。惑星ベジータ崩壊時にはこれで自身とパラガスを守っていた。
ブラスターメテオ
体中に気をまとい、その気から四方八方に無差別に気弾をばら撒く四方拡散型の広範囲攻撃。ゲームの舞空烈戦ではブロリーの超必殺技になっており、相手がどこにいても当たる。『燃えつきろ!!熱戦・烈戦・超激戦』では自分の気を抑えきれなくなり使用した。
ギガンティックミーティア
左手にエネルギーを凝縮し放つ。最初は小さいが地面や気弾にぶつかると大きく膨張する。また同様の気弾を継続して打ち込むことで勢いを増し押し込むことが可能。『危険なふたり!超戦士はねむれない』の最終局面で使用し、悟飯と悟天のかめはめ波とせめぎ合いになり一時優位に立つが、最終的には押し返され敗北した。技の名前は『ドラゴンボールZ3』より。「スローイングブラスター」や「オメガブラスター」と呼ばれることもある。
ギガンティックバスター
相手にパンチを食らわせ、回し蹴り、走りながら相手を蹴り上げ、最後にエネルギー弾を撃ち込む技。『燃えつきろ!!熱戦・烈戦・超激戦』の劇中でピッコロに対して使用した。ゲームでは超サイヤ人3ブロリーの究極技となっている。技の名前は『ドラゴンボール レイジングブラスト』シリーズより。
ギガンティッククラスター
右手に気をため、投げて拡散させる技。気をためるときは黄緑だが、拡散した時は青になる。
ギガンティックブロー
片手に気を込めて全力で殴る。「イレイザーブロウ」という技があるが、こちらは「ブロー」となっている。技の名前は『ドラゴンボール改 サイヤ人来襲』より。
ギガンティックプレス
『ドラゴンボール改 アルティメット武闘伝』では踏み潰す技。『ドラゴンボールZ3』や『ドラゴンボールヒーローズ』シリーズではバリアを纏った突進技になっている。
ギガンティッククロー
相手の顔面をつかむ。

ギガンティックスロー
掴んでいる敵に気を溜めて他の敵にミサイルの如く放り投げる。着弾した時点で爆発が起きる。
ギガンティックドライバー
1発膝蹴りを入れて飛び上がったあと地面に7回頭を叩きつけ、とどめにエネルギー波を見舞う。
ギガンティックストーム
強靭な腕を振るい、風圧を発生させる技。
ギガンティックトマホーク
両腕で豪快にラリアットを喰らわせ、相手を大きく吹き飛ばす。
ギガンティックハンマー
相手を吹っ飛ばす威力のラリアット、急接近してからのサマーソルトキック、顔を掴んで地面に叩きつけ、そのまま顔を掴んだ状態から強力なパンチというコンボ技となっている。
超ギガンティックキャノン
口から破壊力絶大な光線を吐き出す。大猿ブロリー専用技。
キガンティック・オメガ
両手でエネルギー波を撃つ技。『ドラゴンボール ゼノバース』シリーズでは右手で気弾を放つ技になっている。上位互換で破壊王ブロリーが使うフルチャージギガンティック・オメガがある。どちらも技の名前は『ドラゴンボールヒーローズ』より。
ギガンティックデストラクション
体の前で、両手で押さえ込むようにエネルギーを凝縮し、相手に向かって気弾を投げつける技。気弾ではなく、エネルギー波を放つバージョンもある。技の名前は『ドラゴンボールヒーローズ』より。
ギガンティックジェノサイド
右手にエネルギーを貯め、大きく振りかぶり、そのまま雄叫びをあげながら突進し、相手を殴打する。技の名前は『ドラゴンボールヒーローズ』より。
ギガンティックブレス
『スーパードラゴンボールヒーローズ』に登場。ブロリー：BRが通常状態時と超サイヤ人の状態で使用する。孫悟空との戦いで使用していた攻撃で、口からビーム状の気功波を放出して攻撃する。
ギガンティックオメガストーム
『スーパードラゴンボールヒーローズ』のオリジナル技。ブロリー：BRが超サイヤ人フルパワーの状態で使用する。ギガンティック・オメガのようなビーム状の気弾で攻撃する。
ギガンティックストライク
『スーパードラゴンボールヒーローズ』に登場。超サイヤ人フルパワーの状態で使用する。敵の顔を鷲掴みして吹き飛ばしたのち、ギガンティックブレスで攻撃する。
ギガンティックフルブラスト
『スーパードラゴンボールヒーローズ』に登場。相手を吹き飛ばしたのち、強力なエネルギー波を放つ。発動時のモーションは、劇場版『ブロリー』でゴジータブルーと戦っている最中にフルパワー形態へと変化した際のもの。
ギガンティックカラミティ
『スーパードラゴンボールヒーローズ』のオリジナル技。超サイヤ人4：限界突破状態時に使用する。気を開放して連撃を加えたのち、特大のギガンティックミーティアで攻撃する。
ギガンティックスタンプ
『スーパードラゴンボールヒーローズ』に登場。劇場版『燃えつきろ!!熱戦・烈戦・超激戦』にて孫悟空との戦いで使用していた攻撃で、攻撃で地面に押し込んだあと、最後に踏みつける。
ギガンティックスラム
一気に間合いを詰め、相手の顔を掴みそのまま離さずに気弾を打ち込み、地面に叩きつける技。技の名前は『ドラゴンボール ゼノバース』シリーズより。
ダークブラストスティンガー
腹部に埋め込まれた暗黒ドラゴンボールから気の玉を作り、手で圧縮し槍のように投げる。上位互換でダークネスブラストスティンガーがある。2つとも『スーパードラゴンボールヒーローズ』でブロリーダークが使用。
モーションは『燃えつきろ!!熱戦・烈戦・超激戦』にて、パラガスが乗った一人用のポッドを潰して投げ飛ばした場面を再現した技である。

### 変身 （Ｚ）
超サイヤ人
幼少期に怒りではなく激しい悲しみにより覚醒した超サイヤ人。
1作目と2作目で容姿が異なり、1作目は制御装置によって弱体化した影響で従来の超サイヤ人と違い、金髪が青髪（紫髪）になっている。作品によってはこの形態を「超サイヤ人（抑制）」として通常の超サイヤ人と区別されていることもある。2作目では制御装置が無くなったことで通常の超サイヤ人特有の金髪と緑色の両眼になっていた。
伝説の超サイヤ人
悟空たちが変身する超サイヤ人とは全く異なる独自の進化を遂げた超サイヤ人。
緑がかった金髪と白眼を剥いたような両眼、全身の筋肉が骨格ごと肥大化した筋骨隆々な大男へと変貌し、緑がかった黄金色のオーラを発する。超サイヤ人第三段階に酷似しているが、急激なエネルギー消耗やスピードの低下といった欠点はなく、寧ろ気が高まり溢れてくるほどである。

### 変身 （超）
怒り
ブロリーが怒りによってパワーアップした姿。大猿化を防ぐためにパラガスが尻尾を処理したことで、その大猿変身時のパワーが人間の姿のまま発揮されるようになった。全身を包む緑色のオーラを発し、体中の筋肉が隆起、黒髪が超サイヤ人のように逆立ち、瞳は金色に光り輝き、目元には黒いアイラインが入るようになる。肉体は徐々に肥大化していく。（金眼にアイライン、逆立った黒髪など身体的特徴や人間の姿で大猿の力を解放したという点は『GT』の超サイヤ人4と共通している。）
戦いの中で急速に成長していく特性も相まって、超サイヤ人でないにもかかわらず、最終的には超サイヤ人ブルーとほぼ互角に至る戦いぶりを見せている。
その一方で、急激なパワーアップの代償として、一度この状態に変身してしまうと自分でも制御が効かずに理性を失い、誰にもその暴走を抑えることができない狂戦士と化してしまうが、自我が完全に消失したわけではなく、悟空やフリーザが声をかけるとそれに普通に反応している描写がある。
超サイヤ人
悟空とベジータに怒りを覚え、戦いに挑む最中、フリーザの手により父親のパラガスが殺され、それを目撃したブロリーが更なる怒りと深い悲しみで目覚めた姿。
髪の色は従来の超サイヤ人と同様の金髪だが、オーラの色が黄金色から黄緑色になり、瞳が伝説の超サイヤ人と同じ白眼を剥いたような両眼に変化し、怒り時より更に筋肉質な体型となる。
髪型も旧作とは異なり、怒り形態からそのまま超サイヤ人になったような髪型をしている。また、超サイヤ人に変身すると薄い褐色だった肌色が悟空達と同じくらいの明るさに変化し、さらに怒りの時点ではまだ微かに残されていた自我が今度こそ完全に消失してしまい、もはや誰の言葉も届かず、目に映るものは全て、父親のパラガスの亡骸が流れ弾で吹き飛ばされ、一応仲間であったはずのフリーザですらも微塵の躊躇なく攻撃するほどに凶暴化してしまう。
怒りによる大猿抑制時から上乗せする形で超サイヤ人に覚醒するという実質的に超サイヤ人4のような覚醒の仕方をしたが、ブロリーの場合、この超サイヤ人と大猿抑制が関連しているのかは作中では特に語られていない。通常の超サイヤ人とは比べ物にならないくらいほど高く、力の大会以降より鍛錬を詰んだゴールデンフリーザをも圧倒し、超サイヤ人ブルーの悟空とベジータ2人がかりでもものともしないほどの圧倒的な強さを持つ。
超サイヤ人フルパワー
旧作における伝説の超サイヤ人に相当する形態。異次元の中で超サイヤ人に変身したゴジータに対して変身した姿。
超サイヤ人状態よりも、更にはち切れんばかりの筋肉と巨体を持つようになったため、戦闘ジャケットが全壊したことで上半身半裸になり、髪の色は黄緑色が強く出ており、身長は伝説の超サイヤ人と同じように巨大化する。
漫画版『超』における「スーパーヒーロー編」の後日談では、ビルス星でブロリーは悟空らと共に修業して力のコントロールを学び、この形態の姿のまま白眼を剥かずに自我を保てるように進化し、ビーストとほぼ互角に渡り合う強さを持ち、悟飯に「誰の超サイヤ人とも違う凄いパワー」と驚愕される。

## 補足
- ブロリーが『燃えつきろ!!熱戦・烈戦・超激戦』でシャモ星を破壊した際のBGMは「悪魔のブロリー（Mナンバー：M1522、作曲：菊池俊輔）[注 23]」という名前が付けられ、テレビアニメ版でもセル編[注 24]、あの世一武道会編、魔人ブウ編[注 25]、『ドラゴンボール改[注 26]』で使用されている。
- 劇中ではシリアス一辺倒なキャラクターであり、かつ圧倒的なパワーでZ戦士を追い詰める反面、「ニコニコ動画」などの動画投稿サイトではMADムービーなどのネタ動画で親しまれているキャラクターでもある[48]。
- 『ドラゴンボール超』では、ブロリーのセルフパロディとしてケールという女性キャラが登場している[49]。